# Motel Woodstock
(Tagline del film)
Motel Woodstock (Taking Woodstock) è un film del 2009 diretto dal regista Ang Lee, basato sul romanzo autobiografico di Elliot Tiber Taking Woodstock: A True Story of a Riot, Concert, and a Life, scritto in collaborazione con Tom Monte.
Il film è stato distribuito nelle sale italiane il 9 ottobre 2009.

## Trama
Tiber è un giovane che nel 1969 gestisce assieme ai genitori un motel in un piccolo paese vicino a New York. Il film racconta come Tiber diventi in poco tempo uno degli organizzatori del Festival di Woodstock, l'evento rock che ha segnato la storia della musica e del costume alla fine degli anni sessanta. Tiber riesce infatti a trovare nel suo paese il luogo adatto e le licenze necessarie per dar vita all'evento.

## Produzione
Le riprese del film sono iniziate il 18 agosto 2008 nello Stato di New York.
Tiber è interpretato da Demetri Martin, i suoi genitori hanno il volto di Imelda Staunton e Henry Goodman. Il cast comprende anche una serie di variopinti personaggi che ruotano attorno alla figura di Tiber: Paul Dano e Kelli Garner danno vita a una coppia hippy, Emile Hirsch interpreta un reduce della guerra nel Vietnam e Liev Schreiber ha il ruolo del travestito Vilma.

## Distribuzione
Il film è stato presentato in anteprima il 16 maggio al Festival di Cannes 2009. Dopo l'anteprima italiana al Biografilm Festival di Bologna l'11 giugno 2009, il film è stato distribuito nelle sale italiane dal 9 ottobre 2009 da BiM.

## Colonna sonora
1. Freedom - Richie Havens
2. Taking Woodstock Titles - Danny Elfman
3. Wooden Ships - Crosby, Stills & Nash
4. China Cat Sunflower (Live) - Grateful Dead
5. Maggie M'Gill - The Doors
6. Elliot's Place - Danny Elfman
7. Coming Into Los Angeles (Live) - Arlo Guthrie
8. I Feel Like I'm Fixin' to Die Rag (Live) - Country Joe McDonald
9. Going Up The Country (Live) - Canned Heat
10. Try (Just a Little Bit Harder) (Live) - Janis Joplin
11. A Happening (Office #2) - Danny Elfman
12. The Red Telephone - Love
13. Beautiful People (Live) - Melanie
14. I Shall Be Released (Live) - The Band
15. Perspective Extended - Danny Elfman
16. One More Mile - Paul Butterfield Blues Band
17. Volunteers - Jefferson Airplane